# Cantoria (Hiszpania)
Cantoria – gmina w Hiszpanii, w prowincji Almería, w Andaluzji, o powierzchni 79,02 km². W 2011 roku gmina liczyła 3956 mieszkańców.